# Edward E. Swanstrom
Edward Ernest Swanstrom (* 20. März 1903 in New York City; † 10. August 1985 ebenda) war ein US-amerikanischer römisch-katholischer Geistlicher Weihbischof in New York.

## Leben
Swanstrom kam als Sohn von Gustave und Mary (Cronin) Swanstrom zur Welt. Er studierte an der Fordham University und besuchte nach Abschluss als B. A. 1924 das Priesterseminar St. John’s in Brooklyn. Seine Priesterweihe empfing er am 2. Juni 1928. 1933 diplomierte er an der New York School of Social Work und promovierte 1938 in Fordham.
Von 1947 bis 1976 war er geschäftsführender Leiter der katholischen Wohlfahrtsorganisation Catholic Relief Services.
Am 14. September 1960 wurde er von Papst Johannes XXIII. zum Weihbischof im Erzbistum New York und zum Titularbischof von Arba ernannt. Der Papst persönlich spendete ihm am 28. Oktober desselben Jahres die Bischofsweihe. Mitkonsekratoren waren der Päpstliche Almosenier, Erzbischof Diego Venini, und der Bischof von Imola, Benigno Carrara.
Swanstrom nahm an allen vier Sitzungsperioden des Zweiten Vatikanischen Konzils als Konzilsvater teil.
Am 20. März 1978 wurde er aus Altersgründen entpflichtet.

## Ehrungen
- 1953: Großes Verdienstkreuz der Bundesrepublik Deutschland
- Ehrendomherr an der Hohen Domkirche zu Köln[1]